# Linha 1 do Metrô de Salvador
A Linha 1 do Metrô de Salvador é uma das linhas do Metrô de Salvador cujo trajeto completo será da Lapa até Águas Claras, em Salvador, no Brasil. Esta foi a primeira linha do sistema, inicialmente construída pelo Consórcio Metrosal e, desde 2013, pela atual operadora CCR Metrô Bahia. A linha segue importantes vias terrestres para pneus da cidade: a Avenida Bonocô (ou Avenida Mario Leal Ferreira) e a rodovia BR-324. Foi inaugurada em junho de 2014 no trecho Lapa–Acesso Norte e atualmente funciona da Lapa até Águas Claras.

## História
A construção da primeira linha metroviária soteropolitana foi iniciada em abril de 2000 pelo consórcio Metrô de Salvador S.A. (Metrosal). Esse consórcio formado pelas empresas Andrade Gutierrez, Camargo Correa e Siemens venceu a concorrência pública aberta durante a administração municipal de Antônio Imbassahy. O trajeto pretendido começaria na Lapa e iria até uma estação dentro de Cajazeiras, não acompanhando o trajeto da BR-324 após Pirajá. Houve diversas paralisações e o primeiro prazo de 2003 foi esticado a 2008 e o trecho após Pirajá foi ignorado e somente a metade do que ficou foi construído, a exceção da Estação Bonocô integrante do tramo 1 mas não erguida.

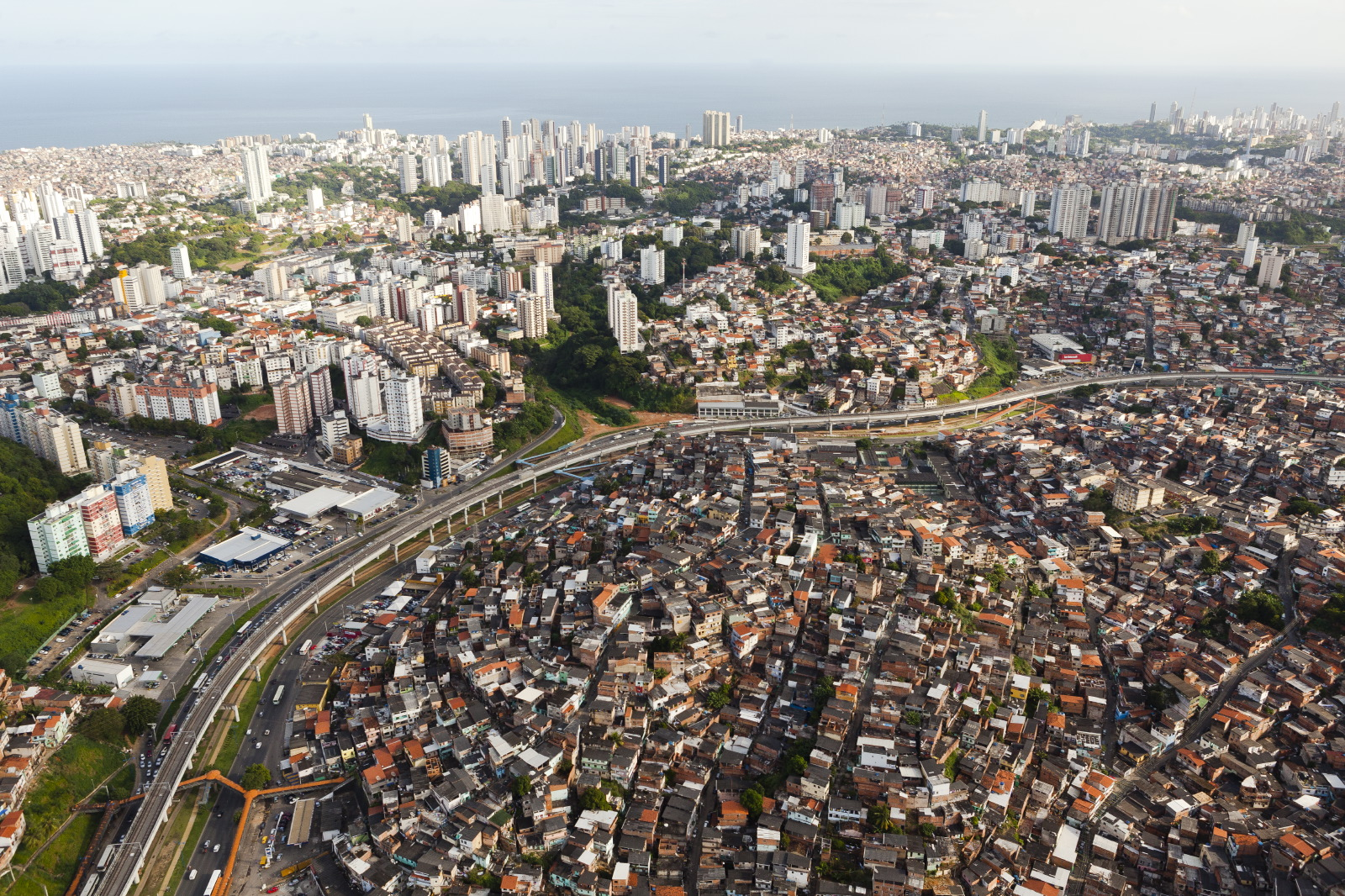
Vista aérea da linha passando pela Avenida Bonocô.

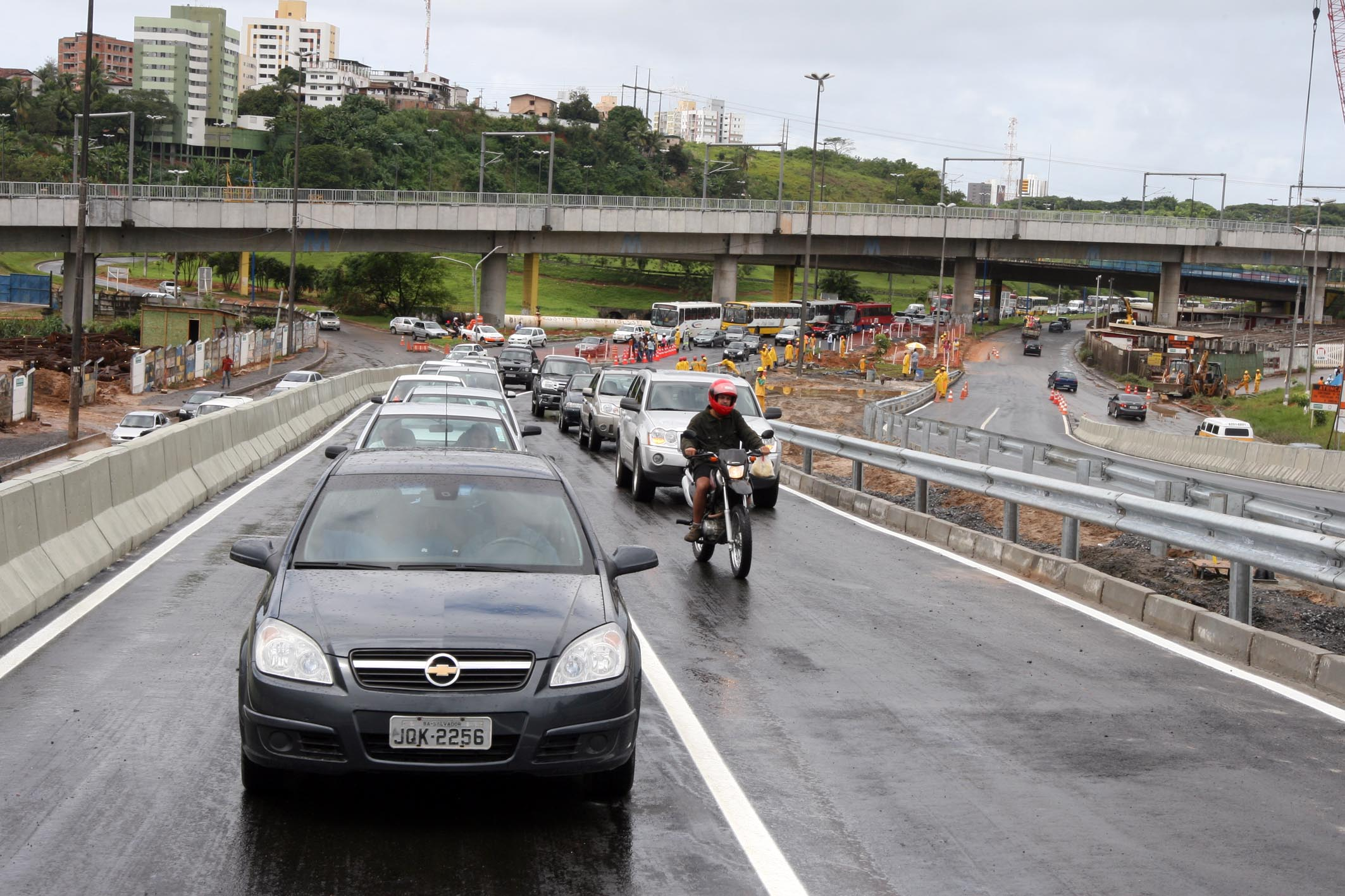
Viadutos da Rótula do Abacaxi, por onde passa a linha 1 saindo da estação Acesso Norte. Na parte superior da imagem está o trilho elevado do metrô.

As obras eram planejadas em quatro etapas incluindo uma segunda linha. A Linha 1 seria concluída até Cajazeiras já na segunda etapa. A primeira etapa seria da Lapa a Pirajá e a segunda, sua expansão com as estações de Mata Escura, de Pau da Lima e de Cajazeiras. Mais tarde, o Plano Diretor de Desenvolvimento Urbano (PDDU) estabelecido pela lei n.º 7400 de 2008 manteve o corredor metroviário e esboçou uma expansão da linha em direção ao norte, a Simões Filho, com possível última estação soteropolitana antes em Palestina.
Após o extenso momento de obras não finalizadas, o sistema inteiro foi passado do Município de Salvador ao Estado da Bahia e nova licitação foi aberta em 2013. A conclusão da linha 1 foi determinada pelo edital, bem como a construção da Linha 2 e a operação do sistema inteiro. A integração com a Linha 2 passou a ser prevista na Estação Bonocô e, após a Estação Pirajá, o trajeto previsto indicou a manutenção da linha ao lado da BR-324 com as estações Campinas em Campinas de Pirajá e Cajazeiras/Águas Claras em Águas Claras. Entretanto, esse trecho foi definido pelo edital a ser objeto de um projeto de extensão de elaboração da operadora Metrô Bahia. Foram definidos também terminais de integração de passageiros metrô–ônibus: Acesso Norte e Pirajá (já existentes), Bonocô e Retiro (a serem construídos), e Águas Claras no caso da consecução do tramo de expansão. A Estação da Lapa participa em outros termos, uma vez que será objeto de outra licitação.
Em junho de 2014, a linha entrou em funcionamento com a inauguração das primeiras estações do sistema: Lapa, Campo da Pólvora, Brotas e Acesso Norte. Em agosto, a quinta estação foi inaugurada, a Estação Retiro, e confirmada a mudança da conexão entre as linhas, da Bonocô para a Acesso Norte. Os primeiros bicicletários do sistema foram inaugurados em 5 de fevereiro de 2015, nas estações Acesso Norte e Retiro, com capacidade para 108 bicicletas cada. Em abril de 2015, foi inaugurada a sexta estação, a Bom Juá e em novembro a sétima, Bonocô. No final de dezembro de 2015, foi inaugurada a estação Pirajá, com a presença da presidente Dilma Rousseff, do governador do estado da Bahia Rui Costa e do prefeito de Salvador ACM Neto, assim completando o projeto original a Linha 1 que previa 12 quilômetros de extensão.
Em 13 de agosto de 2016, foi lançada a licitação para construção do tramo 3 da Linha 1, a fim de prolongá-la em 5,5 quilômetros até Águas Claras, no entroncamento com a Linha Vermelha.
Em 14 de junho de 2023, a Estação Campinas entrou em operação, acrescentando 1,5 km de extensão ao sistema metroviário, e em 26/12/2023  foi a vez da Estação Águas Claras.

## Estações
Pelo edital de concessão à CCR Metrô Bahia, todas as estações do metrô devem ter bicicletários instalados, em acompanhamento às diretrizes do projeto Cidade Bicicleta. Por isso, esse e outros projetos futuros estão abaixo apresentados entre parêntesis.
| Estação          | Integração | Acessibilidade                                         | Serviços  | Plataformas | Posição     | Bairro                            | Situação atual |
| Estação          | Arredores | Arredores                                              | Arredores | Arredores   | Arredores   | Arredores                         | Arredores      |
| ---------------- | --- | ------------------------------------------------------ | --------- | ----------- | ----------- | --------------------------------- | -------------- |
| Lapa             | Terminal da Lapa ( BRT Lapa-Iguatemi) () | Acesso à deficiente físico · Escada rolante · Elevador |           | Central     | Subterrânea | Nazaré                            | Inaugurada     |
| Lapa             | Avenida Joana Angélica, Colégio Estadual da Bahia, Convento da Lapa, Praça da Piedade, Shopping Center Lapa, Shopping Piedade.                                                        |                                                        |           |             |             |                                   |                |
| Campo da Pólvora | Bike Salvador () | Acesso à deficiente físico · Escada rolante · Elevador |           | Laterais    | Subterrânea | Nazaré                            | Inaugurada     |
| Campo da Pólvora | Largo do Campo da Pólvora, Fórum Ruy Barbosa, Arena Fonte Nova, Dique do Tororó. |                                                        |           |             |             |                                   |                |
| Brotas           | () | Acesso à deficiente físico · Escada rolante · Elevador |           | Laterais    | Superficial | Matatu de Brotas                  | Inaugurada     |
| Brotas           | Arena Fonte Nova, Avenida Bonocô, Centro Integrado de Atendimento ao Adolescente, Centro Olímpico de Natação da Bahia, Delegacia do Adolescente Infrator (DAI), Hospital do Exército. |                                                        |           |             |             |                                   |                |
| Bonocô           | ( Terminal de Ônibus Urbano do Bonocô) | Acesso à deficiente físico · Escada rolante · Elevador |           | Laterais    | Elevada     | Brotas                            | Inaugurada     |
| Bonocô           | Avenida Bonocô, Le Biscuit Bonocô, Concessionárias Cresauto e Peugeot |                                                        |           |             |             |                                   |                |
| Acesso Norte     | Terminal de Integração de Passageiros Acesso Norte ( Linha 2 do Metrô de Salvador) (Linha 4 verde monotrilho)                                                                         | Acesso à deficiente físico · Escada rolante · Elevador |           | Laterais    | Superficial | Horto Bela Vista                  | Inaugurada     |
| Acesso Norte     | Shopping Bela Vista Salvador, Extra Hiper Rótula do Abacaxi. |                                                        |           |             |             |                                   |                |
| Retiro           | ( VLT Santa Luzia-Retiro) Terminal de Integração de Passageiros Retiro | Acesso à deficiente físico · Escada rolante · Elevador |           | Laterais    | Elevada     | Retiro                            | Inaugurada     |
| Retiro           | Largo do Retiro, BR-324, Avenida Luis Eduardo Magalhães. |                                                        |           |             |             |                                   |                |
| Bom Juá          | Bicicletário | Acesso à deficiente físico · Escada rolante · Elevador |           | Laterais    | Elevada     | Fazenda Grande do Retiro          | Inaugurada     |
| Bom Juá          | Largo do Bom Juá, BR-324, Avenida Luis Eduardo Magalhães e Avenida Barros Reis. |                                                        |           |             |             |                                   |                |
| Pirajá           | Terminal de Integração de Passageiros Pirajá ( Corredor Transversal I) | Acesso à deficiente físico · Escada rolante · Elevador |           | Laterais    | Superficial | Granjas Rurais Presidentes Vargas | Inaugurada     |
| Pirajá           | BR-324 |                                                        |           |             |             |                                   |                |
| Campinas         | () | Acesso à deficiente físico · Escada rolante · Elevador |           | Laterais    | Elevada     | Campinas de Pirajá                | Inaugurada     |
| Campinas         | BR-324 |                                                        |           |             |             |                                   |                |
| Águas Claras     | ( Corredor Transversal II) ( VLT São Luiz-Piatã) ( Terminal de Ônibus Urbano) ( Terminal rodoviário intermunicipal) ()                                                                | Acesso à deficiente físico · Escada rolante · Elevador |           | Laterais    | Elevada     | Águas Claras                      | Inaugurada     |
| Águas Claras     | BR-324 |                                                        |           |             |             |                                   |                |